# Fritz von Niederhäusern

Das Verwaltungs- und Lagergebäude der Union Schweizerischer Einkaufs-Gesellschaft Olten (USEGO) in Olten (1923) im Stil der Neorenaissance errichtet.

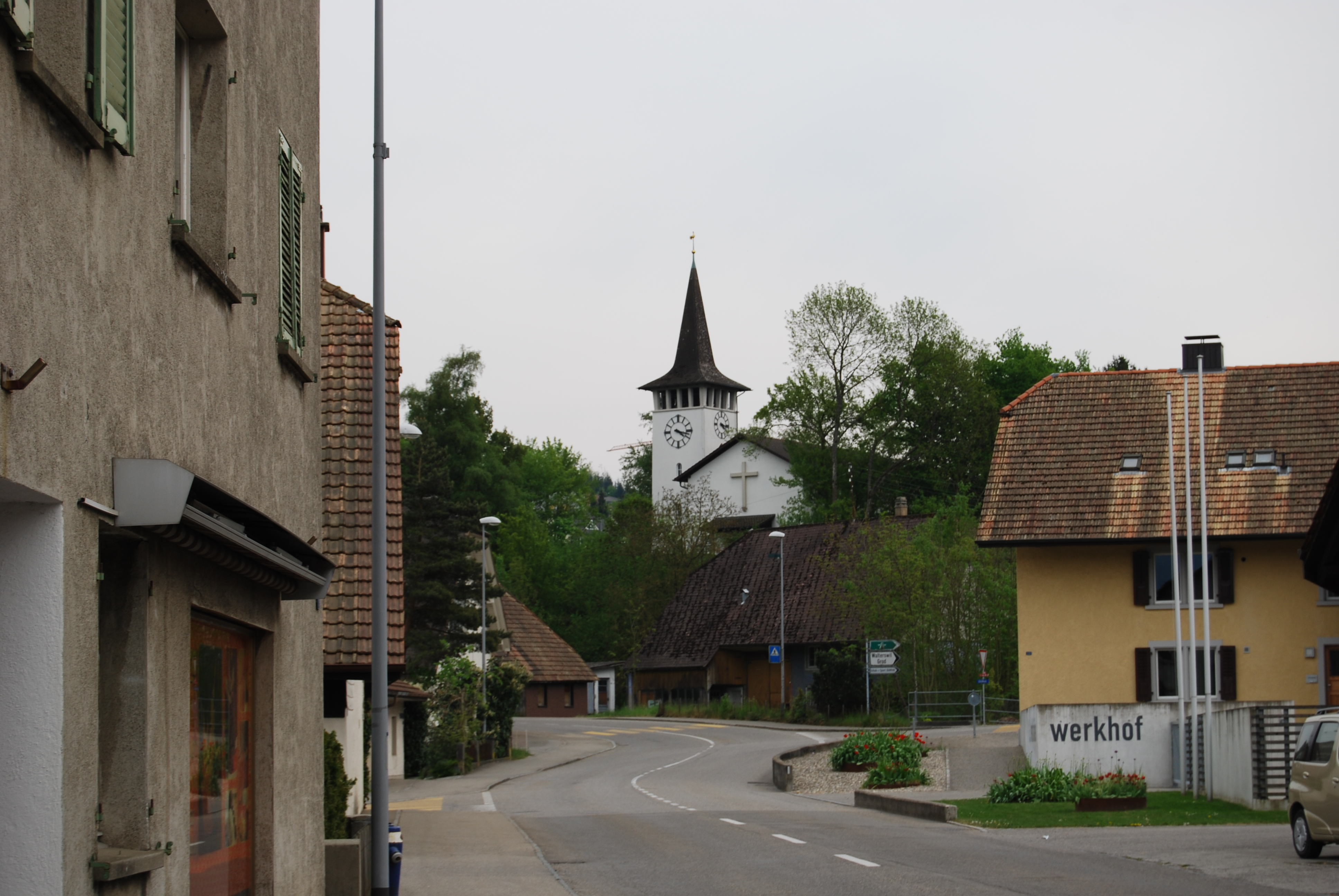
Reformierte Kirche in Däniken (1949)

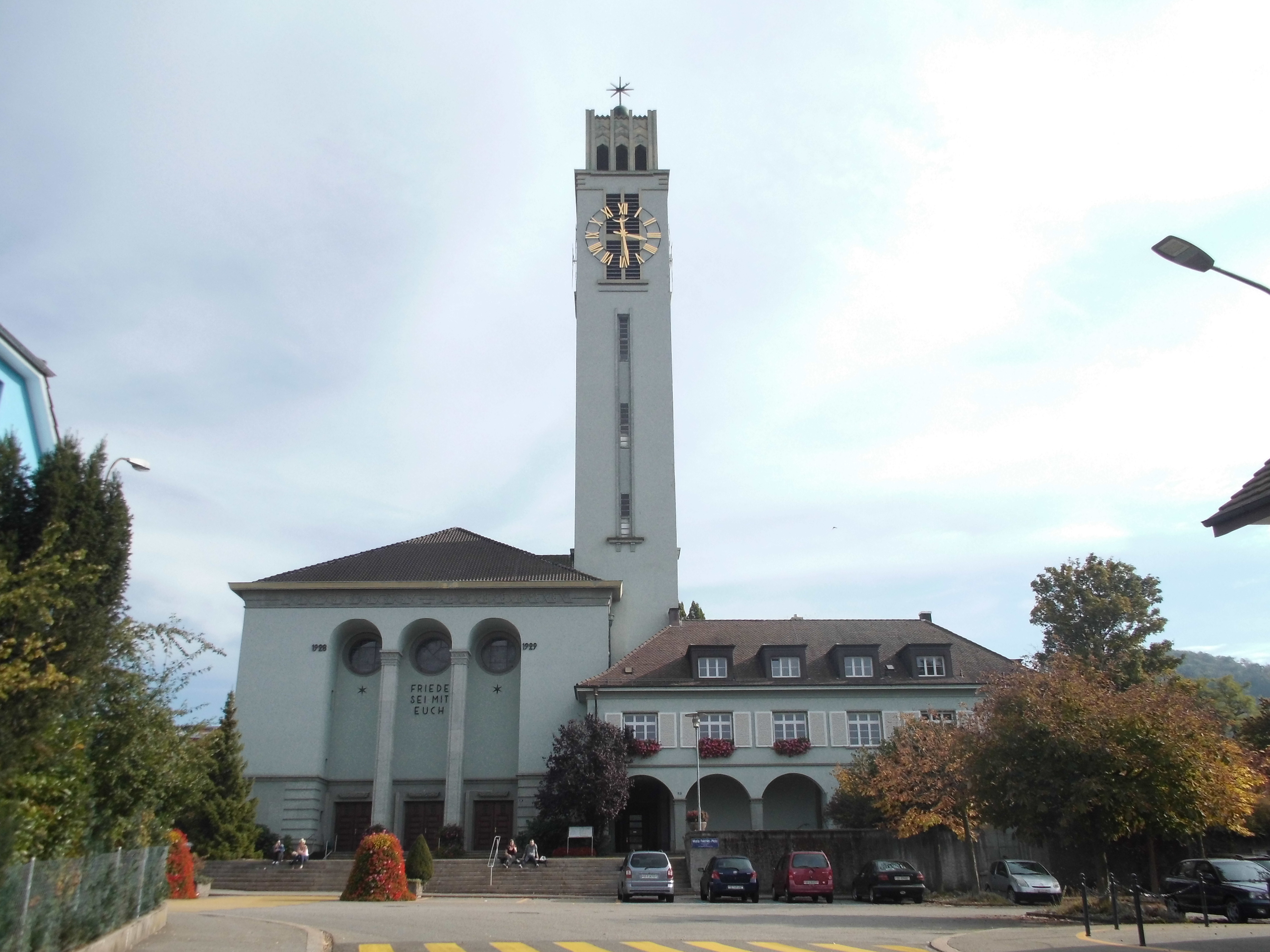
Friedenskirche in Olten (1928 bis 1929)

Fritz von Niederhäusern (* 19. August 1876 in Oberhofen am Thunersee; † 28. Oktober 1955) war ein Schweizer Baumeister und Architekt.

## Leben
Er studierte das Bauwesen am Technikum von Strelitz und an der Technischen Hochschule von München. Zuerst arbeitete er bei der Baugesellschaft in Basel und seit 1902 im Baugeschäft des Architekten Walther Belart in Olten.
1905 gründete von Niederhäusern in Olten ein eigenes Baugeschäft, mit dem er unter anderem das Bad Lostorf in Lostorf errichtete.
1912 wurde er Mitglied im 1908 gegründeten Bund Schweizer Architekten BSA. Nach dem Militärdienst während des Ersten Weltkriegs gründete von Niederhäusern in Olten ein Architekturbüro, wo unter anderem von 1918 bis 1919 der bekannte Basler Architekt Hermann Baur seine Lehre machte.

## Bauwerke (Auswahl)
- Evangelisch-reformierte Friedenskirche, Olten
- Verwaltungs- und Lagergebäude der Usego, Olten
- Lagerhaus der Usego, Winterthur
- Lagerhaus der Usego, Lausanne
- Hotel Schweizerhof, Olten
- Museumsgebäude und Feuerwehrmagazin, Olten
- Reformierte Kirche, Däniken
- Lagerhaus der Kolonial-Einkaufsgesellschaft, Burgdorf BE
- Ersparniskasse, Schönenwerd
- Altes Schulhaus Starrkirch-Wil